# حكيم والأذكياء الستة
حكيم والأذكياء الستة مسلسل رسوم متحركة أمريكي كندي من إنتاج شركة شبكة الأطفال بهبوت وشركة دي آي سي الترفيهية عرض لأول مره في 9 سبتمبر 1996 واستمر عرضه حتى 1 يناير 1997 . تمت دبلجة المسلسل للغة العربية بواسطة أستديو النظائر - الكويت .

## روابط خارجية
- حكيم والأذكياء الستة على موقع IMDb (الإنجليزية)
- حكيم والأذكياء الستة على موقع كينوبويسك (الروسية)
- حكيم والأذكياء الستة على موقع ألو سيني (الفرنسية)
- حكيم والأذكياء الستة على موقع قاعدة بيانات الفيلم (الإنجليزية)
- Description of the show (via Internet Archive)
- An information site, with episode titles, voice actors, etc.
- Pocket Dragon Heaven